# Cratere Bok (Luna)
Bok è un cratere lunare di 43,03 km situato nella parte sud-orientale della faccia nascosta della Luna.
Il cratere è dedicato ai coniugi e astronomi statunitensi Priscilla Fairfield e Bart Jan Bok.

## Crateri correlati
Alcuni crateri minori situati in prossimità di Bok sono convenzionalmente identificati, sulle mappe lunari, attraverso una lettera associata al nome.
| Bok | Coordinate             | Diametro (in km) |
| --- | ---------------------- | ---------------- |
| C   | 19°04′12″S 170°15′00″W | 23,54            |